# ميخائيل روبنسون (حاخام)
ميخائيل روبنسون (بالإنجليزية: Michael Robinson)‏ هو حاخام أمريكي، ولد في 13 ديسمبر 1924 في آشفيل في الولايات المتحدة، وتوفي في 20 يوليو 2006 بسبب سرطان.

## وصلات خارجية
- الموقع الرسمي